# كينتو هاياشي
كينتو هاياشي (باليابانية: 林遣都) (بالروماجي: Hayashi Kento) ممثل ياباني، ولد في 6 ديسمبر 1990 في مدينة أوتسو في محافظة شيغا في اليابان.

## أعماله

### مسلسلات
- الإخوة كارامازوف
- موريبيتو – حارس الروح
- الأميرة الصغيرة
- هيبانا

### أفلام أنمي
- مابوروشي (2023) - توكيمون كيكيري

## روابط أضافية
- كينتو هاياشي على موقع IMDb (الإنجليزية)
- كينتو هاياشي على موقع أول موفي (الإنجليزية)
- كينتو هاياشي على موقع قاعدة بيانات الفيلم (الإنجليزية)